# A tulajdonságok nélküli ember
A tulajdonságok nélküli ember Robert Musil nagyregénye.

## Történet
„A tulajdonságok nélküli ember” a XX. század világirodalmának egyik legjelentősebb regénye. A könyv tragikummal átszőtt pesszimista humorával speciális helyet foglal el a XX. századi irodalom történetében.
A kuszának tűnő cselekmény a Kákánia nevű kvázi országban játszódik, valójában ez a  hely az Osztrák-Magyar Monarchia uralkodójának, a „Kaiser und Könignek”, a K und K-nak a világa. Innen a szó: a Kákánia, mint országnév. 
Egy minisztériumi főhivatalnok (egy tulajdonságok nélküli ember) fentről jól látja az elgépiesedett szabályvilágban az értelmetlenül kötelező viselkedési szabályokat, a parancsként működtetett ostoba tévedéseket és hazugságokat. Ebben a társadalomban a tulajdonságok nélküli ember semminek sem tud örülni, semmin sem háborodik fel, csak van. Csak néz és lát.  
A regény hőse, Ulrich, még csak nem is tudja, miért és hogyan került arra a posztra, amit betölt. Nem firtatja, nem rá tartozik. Amit lát, az valóság, de annak a valóságnak nincs értelme. 
Felismerhető, hogy hol vagyunk. Ebből fakad pesszimista humor.
Musil regényének jelentősége Marcel Proust, James Joyce, Franz Kafka, Thomas Mann, Virginia Woolf műveinek jelentőségéhez mérhető.